# Zatajenje srca
Srčana insuficijencija ili zatajenje srca je bolest srca koja se javlja kada srce više ne može da pumpa dovoljnu količinu krvi za snabdevanje celog organizma. Do zatajenja srca dovode gotovo sve bolesti srca, a najčešći uzroci su visoki krvni pritisak (arterijska hipertenzija) i koronarne bolesti srca (sužavanje koronarnih arterija zbog čega srčani mišić nije dovoljno prokrvljen). Među ostalim uzrocima su bolesti srčanih komora, alkoholizam i virusne upale srčanog mišića (miokarditis). Kad uzrok zatajenja nije jasan ili je svojstven pojedinom bolesniku, obično se govori o idiopatskoj kardiomiopatiji, bilo dilatacijskoj (prošireno srce), hipertrofičnoj (povećana debljina srca) ili restriktivnoj (neelastičnost srca).
Savremena  shvatanja  srčane  insuficijencije,  mehanizma  sistolne  i  dijastolne disfunkcije  omogućili su uvođenje biventrikularne elektrostimulacije u cilju resinhronizacione  terapije,  kao  i druge mehaničke potpore leve komore  (intraaortna balon  pumpa, ekstrakorporalna membranska  oksigenacija  (ECMO),  „left  ventricular assisted  device,  kardioverter  defibrilator  pa sve do  transplantacije  srca  (kao  definitivne terapije). Medikamentozna  terapija po  preporukama Evropskog udruženja kardiologa za dijagnozu i lečenje akutne i hronične srčane insuficijencije iz 2012. godine podrazumeva primenu  ACE inhibitora, antagonista receptora angiotenzina, beta blokatora, spironolaktona i drugih diuretika.

## Epidemiologija
Procjenjuje se da se širom sveta svake godine dogodi više od 15 miliona novih slučajeva zatajenja srca. Samo u SAD-u se svake godine dijagnostikuje više od 600.000 novih slučajeva srčanog zastoja, a deset puta je veći od onog broja Amerikanaca koji zatežu srčani zastoj. Broj se brzo povećava zbog starenja stanovništva. Zatajenje srca je vodeći uzrok hospitalizacije pacijenata starijih od 65 godina.
Mortalitet
I pored mnogih novih dostignuća u terapiji, lekovima i uređajima za pomoć srcu, prognoza za nastanak hroničnog zatajenja srca i smrtnog ishoda i dalje je vrlo loša. Podaci o smrtnosti u toku jedne godine su:
- 50-60% za pacijente kojima je dijagnostikovano ozbiljno zatajenje,
- 15-30% kod blagih do umerenih oblika,
- 10% u blagom ili asimptomatskom obliku zatajenja srca .

## Etiopatogeneza
Srce koje popušta nije više u stanju da distribuira krv po telu, zbog čega dolazi do zastoja krvi u plućima i nedovoljne prokrvljenosti ostalih organa. Zbog zastoja krvi u plućima kod bolesnika se javlja teško i naporno disanje. Pacijentu se može olakšati disanje ako uspravi glavu i gornji deo tela. Krv se takođe nakuplja u jetri i nogama, pa dolazi do oticanja (edem). Zbog neadekvatne prokrvljenosti se mogu pojaviti nekroza tkiva i gubitak telesne težine, kao i smanjene proizvodnje neurohormona i metabolita, što dodatno slabi organizam. Bolest je često praćena poremećajem sprovodnog sistema srca, odnosno srčanog ritma, što je takođe opasno po život.
S obzirom na težinu simptoma, bolest se često deli u četiri faze koje je usvojila Njujorško udruženje za srce (NYHA), u rasponu od I (pacijent nema problema) do IV (pacijent ima problema dok miruje).

## Dijagnoza
Lekar dijagnostikuje zatajenje srca na temelju anamneze i pregleda pacijenta. Od pomoćnih pretraga koriste se elektrokardiografija, rendgenski snimak srca, te nalazi natriuretskog peptida (hormona koji deluje na izlučivanje natrijuma). Zatajenje srca je takođe moguće utvrditi ultrazvukom srca, invazivnim snimanjem srčane komore (ventrikulografija) ili radioizotopnom pretragom (scintigrafija) srčanog mišića.

## Terapija
Lečenje zatajenja srca sprovodi se uklanjanjem ili ublažavanjem njegovih uzroka, odnosno primenom lekova koji sprečavaju ili smanjuju njegove simptome. Tako, ako je uzrok zatajenja srca visoki pritisak, primjenjuju se lekovi za visoki pritisak. Ako je uzrok zatajenja srca koronarna bolest, nastoji se olakšati prokrvljenost srčanog mišića - bilo lekovima, bilo hirurškim operacijama za širenje ili premošćivanje srčanih arterija. Ako je uzrok u bolesti srčanih zalistaka, postoji mogućnost hirurške zamene prirodnih srčanih zalistaka veštačkim. Ako je uzrok u alkoholizmu, primenjuje se stalna i potpuna apstinencija.
Lekovi mogu umanjiti ili otkloniti tegobe, odnosno sprečiti ili usporiti napredovanje bolesti i smrt. To uključuje primenu diuretika (lekova koji podstiču izlučivanje vode iz organizma putem mokrenja) i nitroglicerinskim preparatima za širenje krvnih sudova. Napredovanje bolesti se može usporiti i zaustaviti lekovima koji inhibiraju štetne neurohormone - oni uključuju inhibitore angiotenzin-konvertujućeg enzima (ACE-inhibitori) i blokatore angiotenzinskih receptora (sartani), inhibitore adrenergičkih beta-receptora (beta blokatori), te spironolakton (diuretik). Kod pojedinih pacijenata može se ugraditi i stimulator srčanog ritma (pejsmejker).
Zatajenje srca je hronični sindrom čiji se simptomi pogoršavaju s vremenom, te koji zahteva hospitalizaciju. Uprkos lečenju, smrtnost bolesnika sa zatajenjem srca je relativno visoka.

## Literatura
- Real, Jacqui; Cowles, Emma; Wierzbicki, Anthony S.; Guideline Committee (2018). „Chronic heart failure in adults: Summary of updated NICE guidance”. BMJ. 362: k3646. PMID 30249604. S2CID 52813180. doi:10.1136/bmj.k3646..
- Acute heart failure: diagnosis and management in adults; NICE Quality Standard, December 2015
- Roberts, E.; Ludman, A. J.; Dworzynski, K.; Al-Mohammad, A.; Cowie, M. R.; McMurray, J. J. V.; Mant, J.; NICE Guideline Development Group for Acute Heart Failure (2015). „The diagnostic accuracy of the natriuretic peptides in heart failure: Systematic review and diagnostic meta-analysis in the acute care setting”. BMJ. 350: h910. PMC 4353288 . PMID 25740799. doi:10.1136/bmj.h910..
- 2016 ESC Guidelines for the diagnosis and treatment of acute and chronic heart failure; European Society of Cardiology (ESC)
- Diagnosing and managing acute heart failure in adults; NICE Clinical Guidelines (Oct 2014)
- Chronic heart failure in adults - diagnosis and management; NICE Guidance (Sept 2018)
- Heart failure - chronic; NICE CKS, January 2017 (UK access only)
- Management of chronic heart failure; Scottish Intercollegiate Guidelines Network - SIGN (2016)
- Yancy, Clyde W.; Jessup, Mariell; Bozkurt, Biykem; Butler, Javed; Casey, Donald E.; Drazner, Mark H.; Fonarow, Gregg C.; Geraci, Stephen A.; Horwich, Tamara; Januzzi, James L.; Johnson, Maryl R.; Kasper, Edward K.; Levy, Wayne C.; Masoudi, Frederick A.; McBride, Patrick E.; McMurray, John J.V.; Mitchell, Judith E.; Peterson, Pamela N.; Riegel, Barbara; Sam, Flora; Stevenson, Lynne W.; Tang, W.H. Wilson; Tsai, Emily J.; Wilkoff, Bruce L.; Wilkoff, B. L. (2013). „2013 ACCF/AHA Guideline for the Management of Heart Failure”. Circulation. 128 (16): e240—327. PMID 23741058. doi:10.1161/CIR.0b013e31829e8776.. Epub 2013 Jun 5.
- National Heart Failure Audit April 2015 to March 2016; British Society for Heart Failure, Published August 2017
- Pocock, Stuart J.; Ariti, Cono A.; McMurray, John J.V.; Maggioni, Aldo; Køber, Lars; Squire, Iain B.; Swedberg, Karl; Dobson, Joanna; Poppe, Katrina K.; Whalley, Gillian A.; Doughty, Rob N.; Meta-Analysis Global Group in Chronic Heart Failure (2013). „Predicting survival in heart failure: A risk score based on 39 372 patients from 30 studies”. European Heart Journal. 34 (19): 1404—1413. PMID 23095984. doi:10.1093/eurheartj/ehs337.

## Spoljašnje veze
|  | Molimo Vas, obratite pažnju na važno upozorenje u vezi sa temama iz oblasti medicine (zdravlja). |